# جانين
جانين، تقع جانين على بعد 70 كيلاً شمال شرق منطقة حائل.

## وصف جانين
عبارة عن جبل ضخم تنتشر على واجهات صخوره، وعلى الصخور المتساقطة حوله رسوم لأبقار ووعول وإبل، وآشكال آدمية مقنعة تظهر على هيئة سلاسل متشابكة الأيدي في وضعية رقص، ولعل أهم ما يميز هذا الموقع عن غيره من المواقع الأثرية وجود كهف يبلغ طوله 50م، وتنتشر على جدرانه الداخلية مجموعة كبيرة من طبعات لكفوف بشرية.

## انظر ايضاً
- حائل